# Велико Градище
Велико Градище е град в Браничевски окръг, Източна Сърбия. Намира се на устието на река Пек при вливането ѝ в Дунав и на десния бряг на втората по големина в Европа река – на km 1059 от влива на реката в Черно море.

## География
Велико Градище е екоград и град на цветята, между които розата е на особена почит. Дунавското пристанище е оживено през цялото денонощие, защото тук се извършват гранични ревизии на корабите, плаващи по реката. Зимовището Киселово побира 100 речни кораба.
Край Велико Градище има крайречно езеро, дълго 14 km. То се пълни с чиста вода, филтрирана от пясъците на околните терени. С право го наричат „Сребърното езеро“. В околностите на градчето има привлекателни плажове и места за лов и риболов.
Всяка година през месец август във Велико Градище се провежда традиционният празник „Алашки вечери“.

## История
През античността на мястото му е бил разположен римският каструм Пинкум (Pincum) – средище на рударството по река Пек.
През средновековието градът се споменава в едно дарение на княз Лазар, направено на манастира Раваница.